# انانی محمد
آنانی محمد (انگلیسی: Anani Mohamed؛ زادهٔ ۱۰ فوریهٔ ۱۹۹۲) بازیکن فوتبال اهل ایالات متحده آمریکا است.
وی همچنین در تیم ملی فوتبال گویان بازی کرده‌است.